# Viktor Christian Konstantin von Solms-Sonnenwalde
Viktor Christian Konstantin Graf von Solms-Sonnenwalde (* 8. Juli 1815 in Kotitz, heute zu Weißenberg, Oberlausitz; † 10. März 1890 in Sonnewalde) war ein preußischer Landrat im Kreis Luckau (1851–1870).

## Leben

### Herkunft
Viktor Graf von Solms-Sonnenwalde entstammte einer in Brandenburg begüterten Nebenlinie der hessischen Uradelsfamilie Solms mit Stammsitz in Sonnewalde und weiteren Gütern in Hillmersdorf, Proßmarke und Pouch. Der Besitz der Standesherrschaft Sonnewalde gewährte eine Virilstimme auf der Herrenbank der Provinziallandtage der Kurmark Brandenburg und der Niederlausitz sowie einen erblichen Sitz im Preußischen Herrenhaus.
Viktor Graf von Solms-Sonnenwalde war Sohn des Wilhelm zu Solms-Sonnenwalde (1787–1859) und Clementine Constantia Gräfin von Breßler (1790–1872).

### Werdegang
Viktor Graf von Solms-Sonnenwalde war der Besitzer der Lehnsrittergüter Alt- und Neupouch mit Friedersdorf und Schmerz im Kreis Bitterfeld. Ab 1851 bis 1870 amtierte er als Landrat in Luckau, Provinz Brandenburg. Zudem wirkte er als Aufsichtsratsmitglied in verschiedenen Eisenbahngesellschaften. In den Jahren 1852 bis 1858 und erneut 1866 bis 1868 war er Mitglied des Preußischen Abgeordnetenhauses.

### Familie
Er heiratete Frau Alwine Marie Henriette Agnes von Langenn (* 1. Februar 1816; † 14. August 1888).